# Rudolf Suhrmann
Rudolf Suhrmann (ur. 9 marca 1895 w Libercu, zm. 21 września 1971 w Karlsruhe) – niemiecki chemik.
Po służbie w wojsku, w czasie I wojny światowej, został asystentem w Wyższej Szkole Technicznej w Dreźnie, gdzie uzyskał w 1921 doktorat. Od 1923 do 1933 pracował w instytucie fizyczno-chemicznym Technische Hochschule Breslau. Został tam prywatnym docentem chemii fizycznej, rozwijając karierę zawodową. Współpracował z Arnoldem Euckenem.
W latach 1938–1945 pracował w laboratorium firmy Telefunken. Po II wojnie światowej przeprowadził się do Brunszwiku, gdzie od 1946 rozpoczął pracę w tamtejszej wyższej szkole technicznej. W 1955 otrzymał tytuł profesora zwyczajnego chemii fizycznej i elektrochemii Wyższej Szkoły Technicznej w Hanowerze.
W 1960 nadano mu tytuł doktora honoris causa Uniwersytetu Technicznego w Dreźnie, za wkład w badania nad fotoelektrycznością.